# Uniwersytet Radomski im. Kazimierza Pułaskiego
Uniwersytet Radomski im. Kazimierza Pułaskiego – państwowy uniwersytet klasyczny z siedzibą w Radomiu.
Ma strukturę 8-wydziałową – 3 wydziały techniczne: Wydział Mechaniczny, Wydział Transportu, Elektrotechniki i Informatyki oraz Wydział Chemii Stosowanej oraz 5 wydziałów nietechnicznych: Wydział Filologiczno-Pedagogiczny, Wydział Prawa i Administracji, Wydział Ekonomii i Finansów, Wydział Sztuki oraz Wydział Nauk Medycznych i Nauk o Zdrowiu.
Założona w Radomiu w 1950 pod nazwą Szkoła Inżynierska NOT. W latach 1965–1974 funkcjonowała kolejno jako Kielecko-Radomska Wieczorowa Szkoła Inżynierska i Kielecko-Radomska Wyższa Szkoła Inżynierska. W 1974 na bazie Kielecko-Radomskiej Wyższej Szkoły Inżynierskiej utworzono Politechnikę Świętokrzyską. W 1978 ze struktur Politechniki Świętokrzyskiej wydzielono Wyższą Szkołę Inżynierską w Radomiu, której rok później nadano imię Kazimierza Pułaskiego. Ustawą z 4 lipca 1996 uczelnia zmieniła nazwę na Politechnika Radomska im. Kazimierza Pułaskiego, 11 września 2012 przemianowana na Uniwersytet Technologiczno-Humanistyczny. Od 1 września 2023 posiada status państwowego uniwersytetu klasycznego.
Według webometrycznego rankingu uniwersytetów świata ze stycznia 2013, opracowanego przez hiszpańskie Consejo Superior de Investigaciones Científicas uczelnia zajmuje 20. miejsce w Polsce wśród uczelni technicznych, a na świecie 3880. pośród wszystkich typów uczelni.

## Historia
- 29 listopada 1949 – Stowarzyszenie Inżynierów i Techników Mechaników Polskich Oddział w Radomiu zwraca się do Ministerstwa Oświaty z propozycją utworzenia wieczorowej Szkoły Inżynierskiej Naczelnej Organizacji Technicznej w Radomiu,
- 1950
  - 13 stycznia – Ministerstwo Oświaty zezwala na otwarcie w roku akademickim 1950/51 jednowydziałowej, wieczorowej Szkoły Inżynierskiej Naczelnej Organizacji Technicznej w Radomiu,
  - 19 kwietnia – utworzenie wieczorowej Szkoły Inżynierskiej Naczelnej Organizacji Technicznej w Radomiu[4],
  - październik – inauguracja Roku Akademickiego na Wydziale Mechanicznym z działami: precyzyjnej produkcji masowej, odlewniczym i konstrukcyjnym,
- 1951
  - 1 września – upaństwowienie i przekształcenie Szkoły na Wieczorową Szkołę Inżynierską w Radomiu[5],
  - 1 września – powstanie Wydziału Chemicznego[6] z Oddziałem Chemicznym w Pionkach oraz wydziałów zamiejscowych w Skarżysku-Kamiennej i Kielcach,
- 26 marca 1952 – wydanie przez Ministra Szkolnictwa Wyższego zarządzenia tworzącego Wydział Mechaniczny w WSI, z mocą obowiązywania od 1 stycznia 1951 r.[7]
- 14 czerwca 1965 – powołanie Rozporządzeniem Rady Ministrów Kielecko-Radomskiej Wieczorowej Szkoły Inżynierskiej z wydziałami: Ogólnotechnicznym w Kielcach, Mechanicznym w Radomiu i w Kielcach, Elektrycznym w Kielcach oraz zamiejscowego Wydziału Garbarskiego w Radomiu[8],
- 1967
  - 13 maja – przekształcenie Kielecko-Radomskiej Wieczorowej Szkoły Inżynierskiej w Kielcach w Kielecko-Radomską Wyższą Szkołę Inżynierską w Kielcach[9],
  - 21 października – otwarcie punktu konsultacyjnego Szkoły Głównej Planowania i Statystyki,
  - uruchomienie we współpracy z Dyrekcją Okręgową Kolei Państwowych w Lublinie studiów na kierunku Transport,
- 1969
  - maj – utworzenie Wydziału Transportu,
  - 27 maja – utworzenie Wydziału Ekonomicznego kształcącego na 3-letnich studiach zawodowych,
- 1974
  - 1 października – przekształcenie Kielecko-Radomskiej Wyższej Szkoły Inżynierskiej w Kielcach w Politechnikę Świętokrzyską[10],
  - rozpoczęcie na Wydziale Ekonomicznym kształcenia w trybie 4-letnich studiów magisterskich dziennych,
- 1976
  - likwidacja Wydziału Ekonomicznego i powołanie w jego miejsce Instytutu Ekonomiki i Organizacji na prawach wydziału,
  - likwidacja Wydziału Transportu i powołanie w jego miejsce Instytutu Transportu na prawach wydziału,
- 1978
  - 1 października – rozporządzeniem Rady Ministrów utworzona zostaje samodzielna Wyższa Szkoła Inżynierska w Radomiu[11],
  - utworzenie Wydziału Ekonomiki i Organizacji Wyższej Szkoły Inżynierskiej w Radomiu,
- 7 września 1979 – nadanie Wyższej Szkole Inżynierskiej w Radomiu imienia Kazimierza Pułaskiego[12],
- 24 października 1981 – proklamowanie przez Komisję Zakładową NSZZ „Solidarność” strajku okupacyjnego trwającego do dnia wprowadzenia stanu wojennego 13 grudnia 1981, utworzenie Centrum Strajków Akademickich,
- 1992 – utworzenie Wydziału Nauczycielskiego,
- 1993
  - Wydziały Mechaniczny i Wydział Ekonomiczny uzyskują prawo doktoryzowania,
  - powołanie na Wydziale Ekonomicznym nowego kierunku na poziomie licencjackim – Administracja,
- 1 września 1996 – zmiana nazwy Wyższej Szkoły Inżynierskiej im. Kazimierza Pułaskiego w Radomiu na Politechnikę Radomską im. Kazimierza Pułaskiego[13],
- 2 lipca 1998 – przeniesienie siedziby Wydziału Ekonomicznego do nowo wybudowanego budynku przy ulicy Chrobrego 31,
- 1999
  - Wydział Transportu uzyskuje prawo doktoryzowania,
  - ukończenie budowy laboratoriów dla Wydziału Materiałoznawstwa i Technologii Obuwia,
  - rozpoczęcie działalności Chóru Akademickiego Politechniki Radomskiej,
- listopad 2003 – oddanie do użytku nowej Hali Sportowej o powierzchni 4000 m²,
- sierpień 2007 – utworzenie 6 wydziału – Ministerstwo Nauki i Szkolnictwa Wyższego wydało zgodę na utworzenie Wydziału Sztuki,
- 2008
  - 25 września – utworzenie Uniwersytetu Trzeciego Wieku,
  - 29 września – przyznanie przez Centralną Komisję do Spraw Stopni i Tytułów Naukowych Wydziałowi Sztuki prawa nadawania stopnia doktora sztuk plastycznych w dyscyplinie artystycznej sztuki piękne,
  - bezpłatne przekazanie przez Polski Komitet Normalizacyjny Bibliotece Głównej zbioru Polskich Norm w wersji elektronicznej – utworzenie pierwszego w Polsce Elektronicznego Punktu Informacji Normalizacyjnej, w którym można zapoznać się z normami w języku oryginału oraz polskim, a także projektami norm,
  - 22 grudnia – Centralna Komisja do Spraw Stopni i Tytułów Naukowych przyznała Wydziałowi Mechanicznemu uprawnienia do nadawania stopnia naukowego doktora nauk technicznych w dyscyplinie mechanika.
- 23 lutego 2009 – Centralna Komisja do Spraw Stopni i Tytułów Naukowych przyznała Wydziałowi Mechanicznemu uprawnienia do nadawania stopnia naukowego doktora habilitowanego nauk technicznych w zakresie budowy i eksploatacji maszyn.
- 21 czerwca 2010 – Centralna Komisja do Spraw Stopni i Tytułów Naukowych przyznała Wydziałowi Transportu i Elektrotechniki uprawnienia do nadawania stopnia naukowego doktora nauk technicznych w zakresie elektrotechniki.
- 16 czerwca 2011 – Senat uczelni pozytywnie zaopiniował wniosek rektora dotyczący zmiany nazwy na Uniwersytet Technologiczno-Humanistyczny im. Kazimierza Pułaskiego w Radomiu[14].
- 27 lipca 2012 – Sejm RP uchwalił ustawę o nadaniu Politechnice Radomskiej im. Kazimierza Pułaskiego nazwy „Uniwersytet Technologiczno-Humanistyczny im. Kazimierza Pułaskiego w Radomiu”[15]; ustawa wejdzie w życie 12 września 2012 r.[16]
- 1 października 2019 – Reorganizacja uczelni
  - Likwidacja Wydziałów: Matematyki i Informatyki, Materiałoznawstwa, Technologii i Wzornictwa Nauk Ekonomicznych i Prawnych oraz Transportu i Elektrotechniki
  - Utworzenie Wydziałów: Inżynierii Chemicznej i Towaroznawstwa, Prawa i Administracji oraz Ekonomii i Finansów
- 28 lipca 2021 – Polska Komisja Akredytacyjna wydała pozytywną ocenę kierunku lekarskiego[17]
- 28 lipca 2023 – Sejm RP uchwalił ustawę o podniesieniu Uniwersytetu Technologiczno-Humanistycznego im. Kazimierza Pułaskiego do rangi uniwersytetu klasycznego i zmianie jego nazwy na Uniwersytet Radomski im. Kazimierza Pułaskiego[18][2]

### Nazwy uczelni w porządku chronologicznym
- 1950–1951 Szkoła Inżynierska Naczelnej Organizacji Technicznej w Radomiu
- 1951–1965 Wieczorowa Szkoła Inżynierska w Radomiu
- 1965–1967 Kielecko-Radomska Wieczorowa Szkoła Inżynierska w Kielcach
- 1967–1974 Kielecko-Radomska Wyższa Szkoła Inżynierska w Kielcach
- 1974–1978 Politechnika Świętokrzyska
- 1978–1979 Wyższa Szkoła Inżynierska w Radomiu
- 1979–1996 Wyższa Szkoła Inżynierska im. Kazimierza Pułaskiego w Radomiu
- 1996–2012 Politechnika Radomska im. Kazimierza Pułaskiego
- 2012–2023 Uniwersytet Technologiczno-Humanistyczny im. Kazimierza Pułaskiego w Radomiu
- od 2023 Uniwersytet Radomski im. Kazimierza Pułaskiego

## Poczet rektorów
- mgr inż. Eugeniusz Wasilewski (1950–1951)
- mgr inż. Tadeusz Wichert (1951–1955)
- doc. mgr inż. Mieczysław Pietrzykowski (1955–1965)
- prof. dr hab. inż. Bronisław Ślusarczyk (1965–1970)
- prof. dr hab. inż. Henryk Frąckiewicz (1970–1976)
- prof. dr hab. inż. Michał Hebda (1976–1982)
- prof. dr hab. inż. Jan Sajkiewicz (1982–1985)
- prof. dr hab. inż. Jan Misiak (1985–1993)
- prof. dr hab. Wiesław Wasilewski (1993–1999)
- prof. dr hab. inż. Wincenty Lotko (1999–2005)
- prof. dr hab. inż. Mirosław Luft (2005–2012)
- prof. dr hab. inż. Zbigniew Łukasik (2012–2020)
- prof. dr hab. Sławomir Bukowski (2020–)

## Doktorzy honoris causa
- prof. Jerzy Merkisz (2014)[19]
- prof. Tadeusz Kaczorek (2014)[20]

## Władze Uczelni
W kadencji 2024–2028:

### Władze rektorskie
| Stanowisko                                   | Imię i nazwisko                      |
| -------------------------------------------- | ------------------------------------ |
| Rektor                                       | prof. dr hab. Sławomir Bukowski      |
| Prorektor ds. Dydaktycznych i Studenckich    | dr hab. inż. Elżbieta Sałata         |
| Prorektor ds. Nauki i Współpracy z Zagranicą | dr hab. inż. Waldemar Nowakowski     |
| Prorektor ds. Badań Naukowych                | prof. dr hab. inż. Wojciech Żurowski |

### Władze administracyjne
| Stanowisko | Imię i nazwisko       |
| ---------- | --------------------- |
| Kanclerz   | mgr inż. Jan Sikorski |
| Kwestor    | mgr Anna Towarek      |

### Władze dziekańskie
| Wydział                                           | Dziekan                          |
| ------------------------------------------------- | -------------------------------- |
| Wydział Ekonomii i Finansów                       | dr hab. Marzanna Lament          |
| Wydział Filologiczno-Pedagogiczny                 | dr hab. Anna Zamkowska           |
| Wydział Chemii Stosowanej                         | dr hab. inż. Marcin Kostrzewa    |
| Wydział Mechaniczny                               | dr hab. inż. Andrzej Puchalski   |
| Wydział Nauk Medycznych i Nauk o Zdrowiu          | dr hab. n. med. Ryszard Tomasiuk |
| Wydział Prawa i Administracji                     | dr hab. Joanna Smarż             |
| Wydział Sztuki                                    | prof. dr hab. Andrzej Markiewicz |
| Wydział Transportu, Elektrotechniki i Informatyki | dr hab. inż. Tomasz Perzyński    |

## Wydziały i kierunki

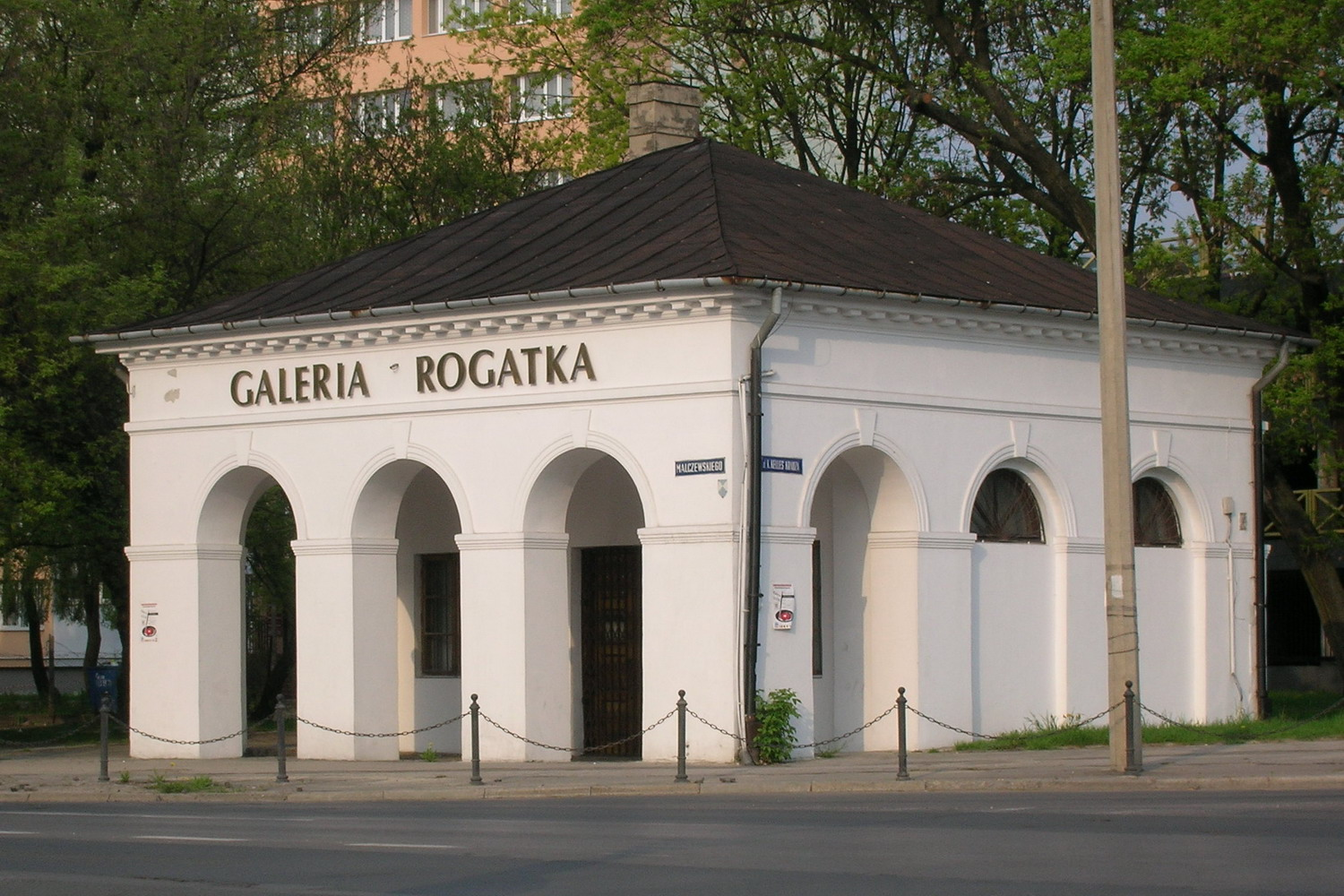
Galeria „Rogatka” od roku 2020 prowadzona przez Wydział Sztuki UTH w Radomiu

Obecnie uczelnia daje możliwość podjęcia studiów na kierunkach I i II stopnia oraz studiów jednolitych magisterskich prowadzonych w ramach ośmiu wydziałów oraz w Szkole Doktorskiej:

### Wydział Ekonomii i Finansów
- Analityka gospodarcza (studia I i II stopnia)
- Ekonomia (studia I i II stopnia)
- Finanse i rachunkowość (studia I i II stopnia)
- Zarządzanie (studia I stopnia)

### Wydział Filologiczno-Pedagogiczny
- Dziennikarstwo (studia I stopnia)
- Dziennikarstwo i nowe media (studia II stopnia)
- Filologia angielska (studia I i II stopnia)
- Filologia germańska (studia I stopnia)
- Lingwistyka stosowana (studia I stopnia)
- Pedagogika (studia I i II stopnia)
- Pedagogika przedszkolna i wczesnoszkolna (studia jednolite magisterskie)
- Pedagogika specjalna (studia jednolite magisterskie)
- Praca socjalna (studia I stopnia)
- Psychologia (studia jednolite magisterskie)
- Wychowanie fizyczne (studia I stopnia)

### Wydział Chemii Stosowanej
- Bezpieczeństwo i higiena pracy (studia I i II stopnia)
- Bezpieczeństwo i jakość produkcji żywności (studia I stopnia)
- Menedżer produktu (studia I stopnia)
- Projektowanie i wytwarzanie kosmetyków (studia I stopnia)
- Technologia chemiczna (studia I i II stopnia)
- Towaroznawstwo (studia I i II stopnia)

### Wydział Mechaniczny
- Budownictwo (studia I stopnia)
- Mechanika i budowa maszyn (studia I i II stopnia)
- Pojazdy elektryczne i hybrydowe (studia I stopnia)
- Robotyka i automatyzacja procesów (studia I stopnia)
- Samochody i bezpieczeństwo w transporcie drogowym (studia I stopnia)
- Zarządzanie i inżynieria produkcji (studia I stopnia)

### Wydział Nauk Medycznych i Nauk o Zdrowiu
- Fizjoterapia (studia jednolite magisterskie)
- Kosmetologia (studia I stopnia)
- Lekarski (studia jednolite magisterskie)
- Pielęgniarstwo (studia I i II stopnia)

### Wydział Prawa i Administracji
- Administracja (studia I i II stopnia)
- Bezpieczeństwo wewnętrzne (studia I stopnia)
- Prawo (studia jednolite magisterskie)

### Wydział Sztuki
- Architektura wnętrz (studia I stopnia)
- Grafika (studia jednolite magisterskie)
- Sztuka mediów i edukacja wizualna (studia I i II stopnia)
- Wzornictwo ubioru i akcesoriów mody (studia I stopnia)

### Wydział Transportu, Elektrotechniki i Informatyki
- Budownictwo (studia I stopnia)
- Mechanika i budowa maszyn (studia I i II stopnia)
- Pojazdy elektryczne i hybrydowe (studia I stopnia)
- Robotyka i automatyzacja procesów (studia I stopnia)
- Samochody i bezpieczeństwo w transporcie drogowym (studia I stopnia)
- Zarządzanie i inżynieria produkcji (studia I stopnia)

## Jednostki uprawnione do nadawania stopnia naukowego
Uniwersytet posiada uprawnienia do nadawania stopni naukowych:
- Wydział Nauk Ekonomicznych i Prawnych:
  - doktor nauk ekonomicznych w dyscyplinie ekonomia (1993)
  - doktor nauk ekonomicznych w dyscyplinie towaroznawstwo (2014)
- Wydział Transportu i Elektrotechniki:
  - doktor nauk technicznych w dyscyplinie transport (1999)
  - doktor nauk technicznych w dyscyplinie elektrotechnika (2010)
  - doktor habilitowany nauk technicznych w dyscyplinie transport (2011)
- Wydział Mechaniczny:
  - doktor nauk technicznych w dyscyplinie budowa i eksploatacja maszyn (1993)
  - doktor nauk technicznych w dyscyplinie mechanika (2009)
  - doktor habilitowany nauk technicznych w dyscyplinie budowa i eksploatacja maszyn (2009)
- Wydział Sztuki:
  - doktor sztuk plastycznych w zakresie sztuk pięknych (2008)
  - doktor habilitowany sztuk plastycznych w zakresie sztuk pięknych (2018)

## Szkoła Doktorska
Uniwersytet prowadzi kształcenie stacjonarne w dyscyplinach:
- automatyka, elektronika i elektrotechnika
- inżynieria lądowa i transport

## Jednostki międzywydziałowe i ogólnouczelniane
Jednostki ogólnouczelniane:
- Biblioteka Uniwersytecka

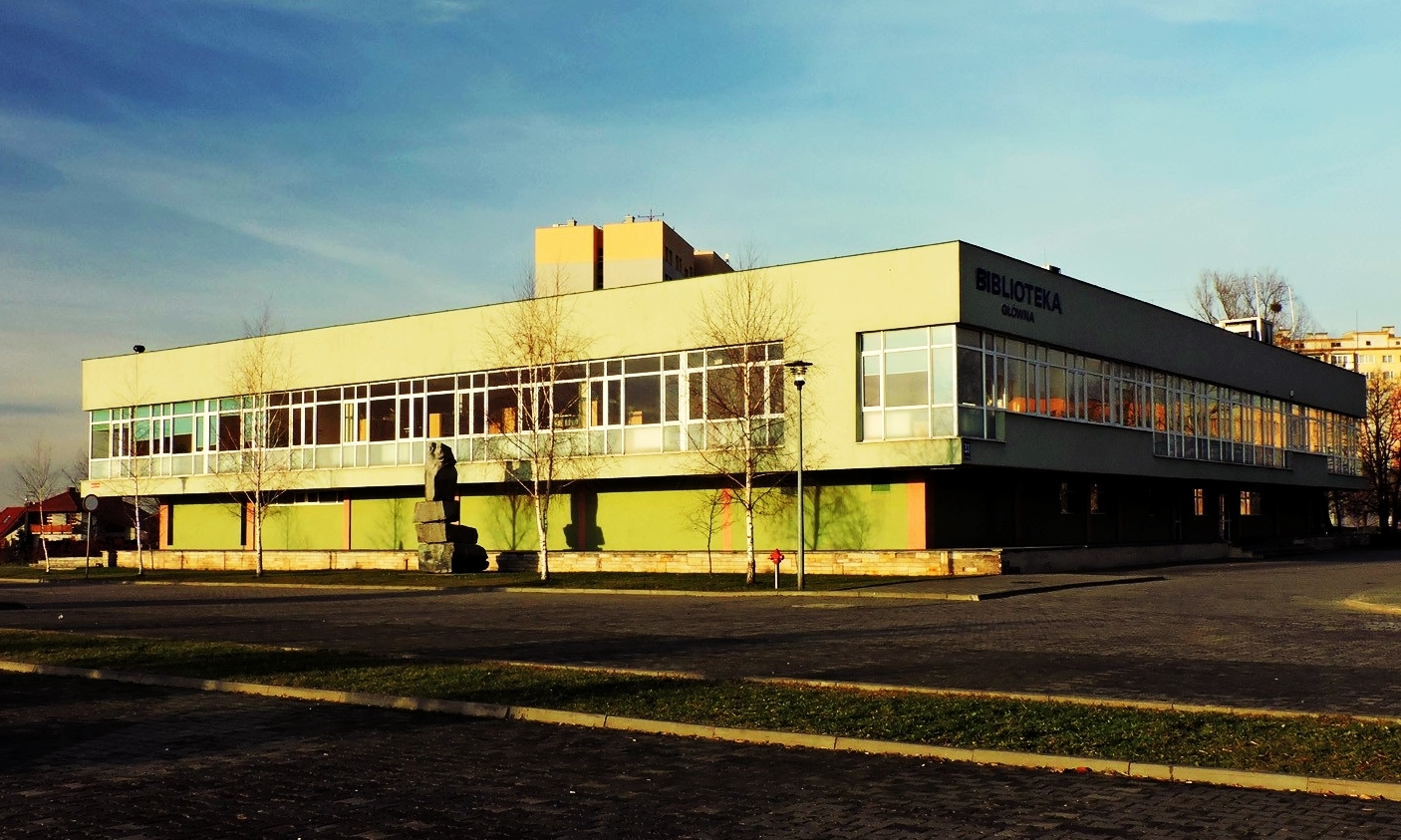
Budynek Biblioteki Uniwersyteckiej

- Akademicki Inkubator Przedsiębiorczości
- Centrum Eksploatacji i Bezpieczeństwa Transportu

Jednostki międzywydziałowe:
- Studium Języków Obcych
- Studium Wychowania Fizycznego i Sportu

Jednostki pozawydziałowe:
- Uniwersytet Trzeciego Wieku

Jednostki o charakterze usługowym:
- Studium Przedsiębiorczości i Zarządzania
- Studium Organizacji i Technologii Produkcji Obuwia
- Studium Materiałoznawstwa Płynów Eksploatacyjnych
- Studium Dokształcania i Doskonalenia Nauczycieli
- Studium Transportu, Elektroniki i Zarządzania w Transporcie
- Studium Budowy Maszyn, Eksploatacji i Zarządzania Inżynierskiego

## Organizacje studenckie

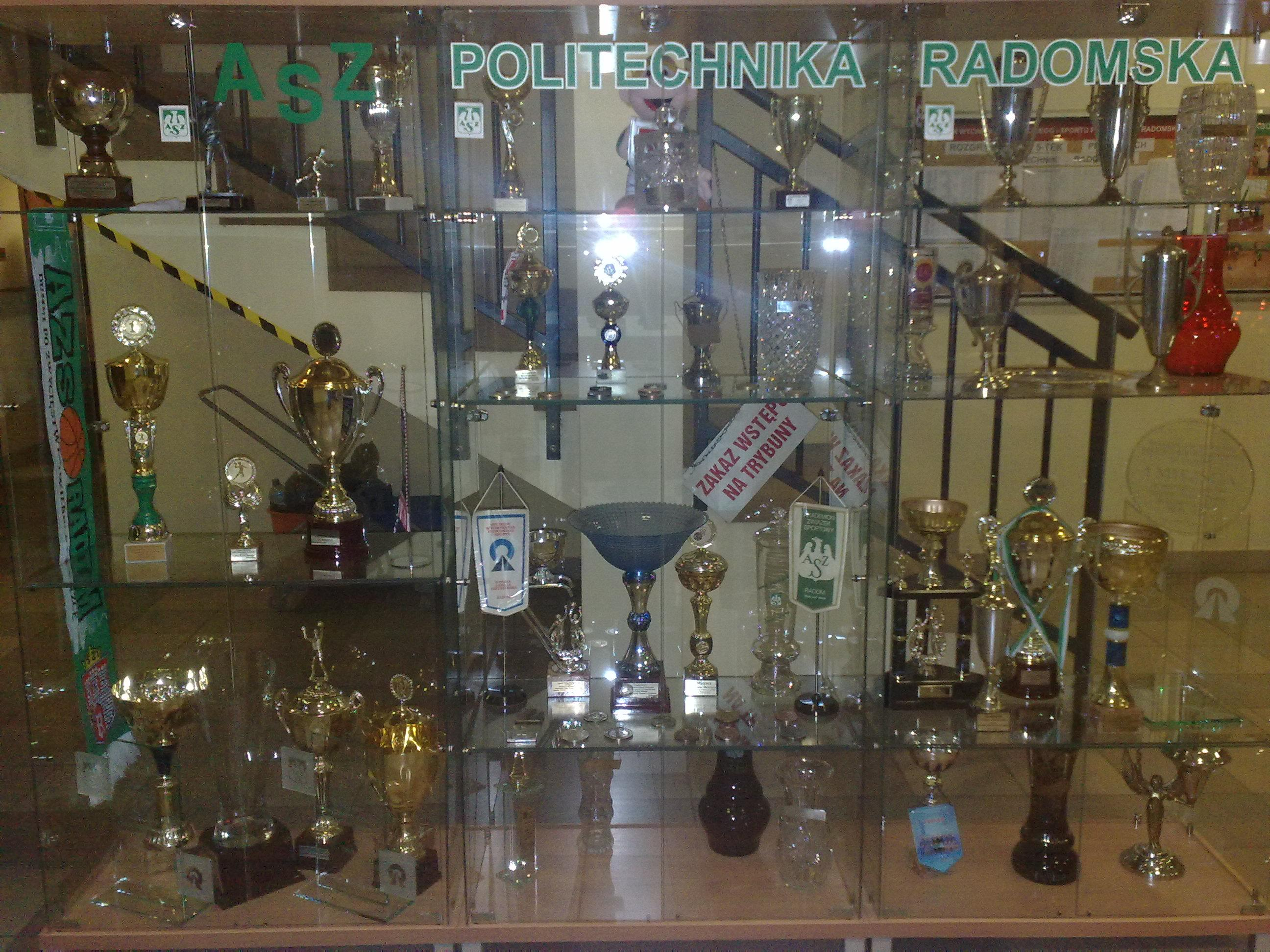
Puchary zdobyte przez zawodników AZS Politechniki Radomskiej

Najważniejsze organizacje studenckie działające przy Uniwersytecie Technologiczno-Humanistycznym to:
- Akademicki Związek Sportowy (AZS),
- Zrzeszenie Studentów Polskich (ZSP),
- Niezależne Zrzeszenie Studentów (NZS),
- Chór Akademicki Uniwersytetu Technologiczno-Humanistycznego im. Kazimierza Pułaskiego w Radomiu,
- Studencki Klub Jeździecki (SKJ)
- Studencie Koło Naukowe Administratywistów,
- Studenckie Koło Prawników,
- Studenckie Koło Naukowe Prawa Konstytucyjnego
- KLINIKA PRAWA

## Osiągnięcia
- 2006 – Zdobycie przez siatkarzy ręcznych AZS Politechnika Radomska brązowego medalu na Mistrzostwach Polski Szkół Wyższych
- 2007 – Zdobycie przez Chór Akademicki Politechniki Radomskiej srebrnego medalu na Międzynarodowym Festiwalu Święto Pieśni w kategorii Superior w Ołomuńcu.
- 2007 – Otrzymanie przez rektora Politechniki – dr hab. inż., prof. nadzw. Mirosława Lufta od Ministra Nauki i Szkolnictwa Wyższego Nagrody Ministra I stopnia za osiągnięcia organizacyjne w roku akademickim 2006/2007.
- 2008 – Zdobycie przez Chór Akademicki Politechniki Radomskiej srebrnego medalu w kategorii chórów kameralnych na VI Międzynarodowym Wielkanocnym Festiwalu Muzyki Religijnej w Ołomuńcu w Czechach.
- 2008 – Nagrodzenie Katedry Chemii Wydziału Materiałoznawstwa, Technologii i Wzornictwa Złotym Medalem na Międzynarodowych Targach Poznańskich za szampon wzmacniający z dodatkiem glikoli silikonowych. Szampon zaprezentowany został na „Forum Fryzjerstwa LOOK” oraz „Forum Kosmetyków i Solariów BEAUTY VISION”.
- 2008 – Zdobycie przez reprezentację Politechniki Złotego Medalu na Mistrzostwach Polski Szkół Wyższych w Piłce Ręcznej.
- 2008 – Zdobycie przez Politechnikę Radomską dziewiątego miejsca wśród polskich uczelni technicznych według rankingu Akademickiego Centrum Informacyjnego z Poznania.
- 2008 – Wyróżnienie studentów Wydziału Mechanicznego – Filipa Kiecki i Wydziału Transportu Jolanty Solarskiej – przez Komitet Organizacyjny V Międzynarodowej Naukowej Konferencji Studentów i Młodych Naukowców Trans-Mech-Art-Chem Moskiewskiego Państwowego Uniwersytetu Transportu Kolejowego
- 2008 – Zajęcie VIII miejsca na Akademickich Mistrzostwach Europy w Nisz w Serbii przez piłkarzy ręcznych.
- 2008 – Otrzymanie przez rektora Politechniki – dr hab. inż., prof. nadzw. Mirosława Lufta od Ministra Nauki i Szkolnictwa Wyższego Nagrody Ministra I stopnia za osiągnięcia organizacyjne w roku akademickim 2007/2008.
- 2009 – Nagrodzenie Katedry Chemii Wydziału Materiałoznawstwa, Technologii i Wzornictwa Złotym Medalem na Międzynarodowych Targach Poznańskich za skoncentrowane mydło w płynie w formie koacerwatu
- 2010 – Nagrodzenie Katedry Chemii Wydziału Materiałoznawstwa, Technologii i Wzornictwa Złotym Medalem na Międzynarodowych Targach Poznańskich za aktywny balsam do ciała na bazie surowców naturalnych
- 2019 – Nagroda Prezesa Rady Ministrów dla dr n. farm. Urszuli Piotrowskiej (do lipca 2019 będącej pracownikiem Katedry Chemii, Wydziału Materiałoznawstwa, Technologii i Wzornictwa (obecnego Wydziału Inżynierii Chemicznej i Towaroznawstwa)) za rozprawę doktorską pt. „Wielkocząsteczkowe nośniki peptydów przeciwdrobnoustrojowych – synteza, badania strukturalne, fizykochemiczne i biologiczne”[22].
- 2020– Powołanie prof. dr. hab. Ryszarda Świetlika, pracownika Katedry Ochrony Środowiska Wydziału Inżynierii Chemicznej i Towaroznawstwa na członka Zespołu Analizy Spektralnej Komitetu Chemii Analitycznej Polskiej Akademii Nauk[23].
- 2020 – Powołanie prof. dr. hab. inż. Andrzej Chudzikiewicza, prof. dr. hab. inż. Mirosława Lufta, prof. dr. hab. inż. Zbigniew Łukasika, prof. dr. hab. inż. Andrzej Lewińskiego i dr. hab. inż. Tomasza Perzyńskiego (wszyscy są pracownikami Wydziału Elektrotechniki, Transportu i Informatyki) do Komitetu Transportu Polskiej Akademii Nauk[24].
- 2021 – Publikacja prof. dr. hab. inż. Małgorzaty Kowalskiej, kierownika Katedry Zarządzania i Jakości Produktu Wydziału Inżynierii Chemicznej i Towaroznawstwa w międzynarodowej encyklopedii Bailey’s Industrial Oil and Fat Products, Wydawnictwo Wiley[25].
- 2021 – Nagroda Prezesa Zarządu Głównego ZPAP dla dr. hab. Łukasza Rudeckiego, prodziekana Wydziału Sztuki za obraz Fragmentacja wg Boscha. Mowa pełna miłości[26].
- 2023 – Odznaka Honorowa „Zasłużony dla Mazowsza”[27]